# Trinacria
|  | Per a altres significats, vegeu «Trinàcria». |

Trinacria és una característica d'albedo a la superfície de Mart, localitzada amb el sistema de coordenades planetocèntriques a -24.74 ° latitud N i 92 ° longitud E. El nom va ser aprovat per la UAI l'any 1958 i fa referència a Trinàcria, antic nom de Sicília.